# Pimoa
Genre
Synonymes
- Metella Fage, 1931 nec Mueller 1839
- Louisfagea Brignoli, 1971
- Eopimoa Wunderlich, 2008

Pimoa est un genre d'araignées aranéomorphes de la famille des Pimoidae.

## Distribution
Les espèces de ce genre se rencontrent en écozone holarctique.

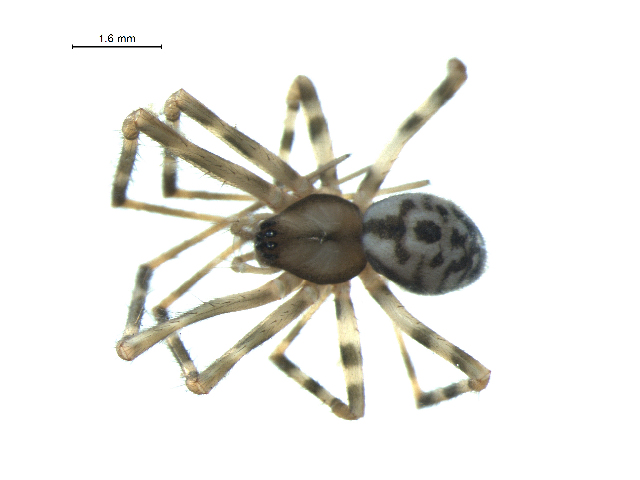
Pimoa altioculata

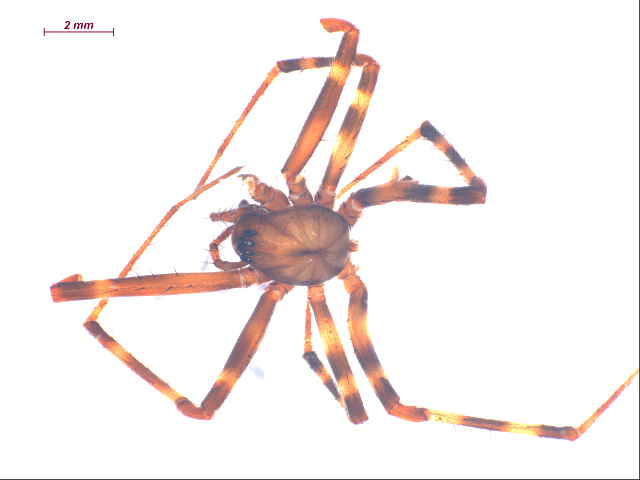
Pimoa curvata

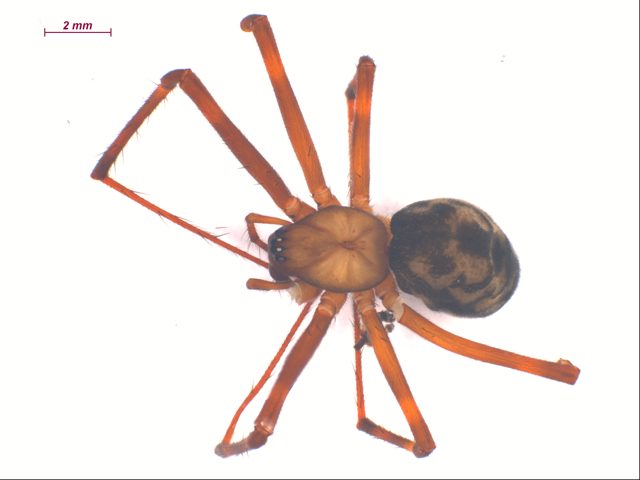
Pimoa haden

## Liste des espèces
Selon World Spider Catalog (version 26, 20/02/2025) :
- Pimoa altioculata (Keyserling, 1886)
- Pimoa anatolica Hormiga, 1994
- Pimoa anning Zhang & Li, 2021
- Pimoa binchuanensis Zhang & Li, 2019
- Pimoa bomi Zhang & Li, 2021
- Pimoa breuili (Fage, 1931)
- Pimoa breviata Chamberlin & Ivie, 1943
- Pimoa cawarong Zhang & Li, 2021
- Pimoa clavata Xu & Li, 2007
- Pimoa cona Zhang & Li, 2020
- Pimoa crispa (Fage, 1946)
- Pimoa cthulhu Hormiga, 1994
- Pimoa curvata Chamberlin & Ivie, 1943
- Pimoa daman Zhang & Li, 2021
- Pimoa danba Zhang & Li, 2021
- Pimoa delphinica Mammola, Hormiga & Isaia, 2016
- Pimoa deqen Zhang & Li, 2021
- Pimoa dongjiu Zhang & Li, 2021
- Pimoa duiba Zhang & Li, 2020
- Pimoa edenticulata Hormiga, 1994
- Pimoa exigua Irfan, Wang & Zhang, 2021
- Pimoa gagna Zhang & Li, 2021
- Pimoa gandhii Hormiga, 1994
- Pimoa graphitica Mammola, Hormiga & Isaia, 2016
- Pimoa guiqing Zhang & Li, 2021
- Pimoa gyaca Zhang & Li, 2021
- Pimoa gyara Zhang & Li, 2021
- Pimoa gyirong Zhang & Li, 2021
- Pimoa haden Chamberlin & Ivie, 1943
- Pimoa heishui Zhang & Li, 2021
- Pimoa hespera (Gertsch & Ivie, 1936)
- Pimoa indiscreta Hormiga, 1994
- Pimoa jellisoni (Gertsch & Ivie, 1936)
- Pimoa jinchuan Zhang & Li, 2021
- Pimoa khaptad Zhang & Li, 2021
- Pimoa koshi Zhang & Li, 2021
- Pimoa lata Xu & Li, 2009
- Pimoa laurae Hormiga, 1994
- Pimoa lemenba Zhang & Li, 2020
- Pimoa lhatog Zhang & Li, 2021
- Pimoa lihengae Griswold, Long & Hormiga, 1999
- Pimoa mainling Zhang & Li, 2020
- Pimoa mechi Zhang & Li, 2021
- Pimoa mephitis Hormiga, 1994
- Pimoa miandam Zhang & Li, 2021
- Pimoa miero Zhang & Li, 2021
- Pimoa mono Hormiga, 1994
- Pimoa mude Zhang & Li, 2021
- Pimoa muli Zhang & Li, 2021
- Pimoa nainital Zhang & Li, 2021
- Pimoa naran Zhang & Li, 2021
- Pimoa nematoides Hormiga, 1994
- Pimoa ninglang Zhang & Li, 2021
- Pimoa nyalam Zhang & Li, 2021
- Pimoa nyingchi Zhang & Li, 2020
- Pimoa petita Hormiga, 1994
- Pimoa phaplu Zhang & Li, 2021
- Pimoa pingwuensis Irfan, Wang, Zhao & Zhang, 2022
- Pimoa putou Zhang & Li, 2021
- Pimoa rara Zhang & Li, 2021
- Pimoa reniformis Xu & Li, 2007
- Pimoa rongxar Zhang & Li, 2020
- Pimoa rupicola (Simon, 1884)
- Pimoa samyai Zhang & Li, 2020
- Pimoa sangri Zhang & Li, 2021
- Pimoa shigatse Zhang & Li, 2021
- Pimoa shimian Wang, Yao & Zhang, 2025
- Pimoa shoja Zhang & Li, 2021
- Pimoa sinuosa Hormiga, 1994
- Pimoa tehama Hormiga & Lew, 2014
- Pimoa tengchong Zhang & Li, 2021
- Pimoa thaleri Trotta, 2009
- Pimoa trifurcata Xu & Li, 2007
- Pimoa vera Gertsch, 1951
- Pimoa wanglangensis Yuan, Zhao & Zhang, 2019
- Pimoa wulipoensis Irfan, Wang & Zhang, 2021
- Pimoa xiahe Zhang & Li, 2021
- Pimoa xinjianensis Zhang & Li, 2019
- Pimoa yadong Zhang & Li, 2020
- Pimoa yajiangensis Irfan, Wang, Zhao & Zhang, 2022
- Pimoa yejiei Zhang & Li, 2021
- Pimoa yele Zhang & Li, 2021
- Pimoa zayu Zhang & Li, 2021
- Pimoa zekogensis Irfan, Wang, Zhao & Zhang, 2022
- Pimoa zeluni Lin & Li, 2023
- Pimoa zhigangi Zhang & Li, 2021

Selon World Spider Catalog (version 23.5, 2023) :
- † Pimoa expandens Wunderlich, 2004
- † Pimoa hormigai Wunderlich, 2004
- † Pimoa inopinata Wunderlich, 2004
- † Pimoa liedtkei Wunderlich, 2004
- † Pimoa lingua Wunderlich, 2004
- † Pimoa longiscapus Wunderlich, 2008
- † Pimoa multicuspuli Wunderlich, 2004
- † Pimoa obruens Wunderlich, 2008

## Systématique et taxinomie
Ce genre a été décrit par Chamberlin et Ivie en 1943 dans les Linyphiidae. Il est placé dans les Pimoidae par Wunderlich en 1986.
Metella Fage, 1931 préoccupé par Metella Mueller 1839, remplacé par Louisfagea par Brignoli en 1971 a été placé en synonymie par Hormiga en 1993.
Eopimoa a été décrit comme un sous-genre.

## Publication originale
- Chamberlin & Ivie, 1943 : « New genera and species of North American linyphiid spiders. » Bulletin of the University of Utah, vol. 33, no 10, p. 1-39.